# René Paul Fonck
René Paul Fonck (Saulcy-sur-Meurthe, Vosges, 1894. március 27. – Párizs, 1953. június 18.) francia ászpilóta. Az első világháború legjobb francia és a második legjobb ászpilótája a világranglistának 75 győzelmével. Eredményével öt géppel maradt csak le a legjobb első világháborús pilótától, Manfred von Richthofentől.

## Élete és katonai pályája
1894. március 27-én született Saulcy-sur-Meurthe-ben. Gyermekkorát is itt töltötte, a német határhoz közeli Vogézek lábánál.

### Pilótaként
Húszéves korában, 1914 augusztusában besorozták katonának, de csak hét, a műszaki alakulatnál töltött hónap után került a légierő kötelékébe. A Saint-Cyr Katonai középiskolában, majd Le Crotoy-ban a repülőgép tervező Caudron fivérek pilótaiskolájában képezték ki felderítő pilótának. Ezt követően – 1915 májusában – csatlakozott a C47-es századhoz. Közel egy évet töltött ennél a repülő alakulatnál, mialatt Caudron G–111 és G–IV típusú gépekkel több mint 500 órát repült. Megfigyelőként kiváló munkát végzett, ezt az is bizonyítja, hogy két alkalommal is szerepel a neve a napiparancsban. A Corcieux-ban állomásozó egység tagjaként egyébként két igazolt légi győzelmet is aratott. Az egyiket 1916 júliusában aratta, egy Albatros D–III-as ellen, a másikat augusztusban, ami egy Rumpler C–3 volt. Különösen a második diadala számított értékesnek a légierő számára, mikor egy fegyver nélküli felderítőgéppel kényszerítette földre ellenfelét, fontos hadizsákmányhoz juttatva ezzel az antant erőket. Fonckot 1917 áprilisában áthelyezték a SPA103 századhoz, amely további három alakulattal együtt alkotta a legendás Gólyákat, Franciaország első vadászrepülő-századát. Ebben az időben vehette át a légierő a Spad repülők végső változatát, a háború utolsó 18 hónapjának, vitathatatlanul a legjobb típusát, az S–XIII jelűt, egy 235 lóerős Hispano–Suiza motorral hajtott, 220 km/h végsebességre képes, robusztus gépet. Az új modellből – melynek fegyverzetét két szinkronizált géppuska alkotta – összesen 8472 gyártottak. A mindig hűvös és megfontolt Fonck ezzel a típussal, illetve egy Spad VII-essel repülve lett az antant legeredményesebb ászpilótája. Inkább volt remek lövész, mint remek pilóta. Elsősorban azzal vált híressé, hogy a légi csatái során rendkívül takarékosan bánt a kapott lőszerével. 

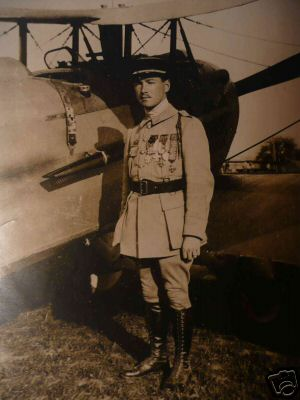
René Fonck az első világháború idején

 Több bámulatos haditett is fűződik a nevéhez. 1918. május 9-én például hat német vadászt vadászott le az égboltról Montdidier térségben, ezt a korántsem mindennapi bravúrt később még egy alkalommal megismételte. Eredményeivel legfeljebb egoizmusa vehette fel a versenyt. Rendkívül öntelt volt és gátlástalan. Még kevés barátainak egyike, a 22 légi győzelmet elért Claude Haegelen is úgy gondolta, hogy bár képességei vitathatatlanok, túl sokat és gyakran kérkedik sikereivel. Nagyképűsége, hencegése miatt személyét soha nem övezte akkora tisztelet és megbecsülés, mint Georges Guynemer-t, bár a franciák második legeredményesebb pilótájának 1917. szeptember 11-i haláláért mégis Fonck vett végül revansot. Guynemer lelövését a legtöbben egy német ásznak, Kurt Wissemannak tulajdonították, bár ezt nem lehetett bizonyítani, hiszen a francia ász holttestét soha nem találták meg. Tizenkilenc nappal később, szeptember 30-án Fonck összeakadt egy Rumplerrel. Több bravúros manőverrel ellenfele mögé került és két rövid tűz sorozattal már le is zárta a párbajt. A repülő roncsai között rátaláltak a pilóta holttestére, illetve papírjaira, amelyből kiderült, hogy tanúsága szerint az áldozat a népszerű Guynemer vesztét okozó Wissemann volt. Fonck a harcok végéig 75 légi győzelmet aratott, teljesítményével nemcsak a legtöbb találatot elért francia és antantpilóta lett, hanem a legsikeresebb olyan repülős, aki túlélte a háborút.

## A háború után

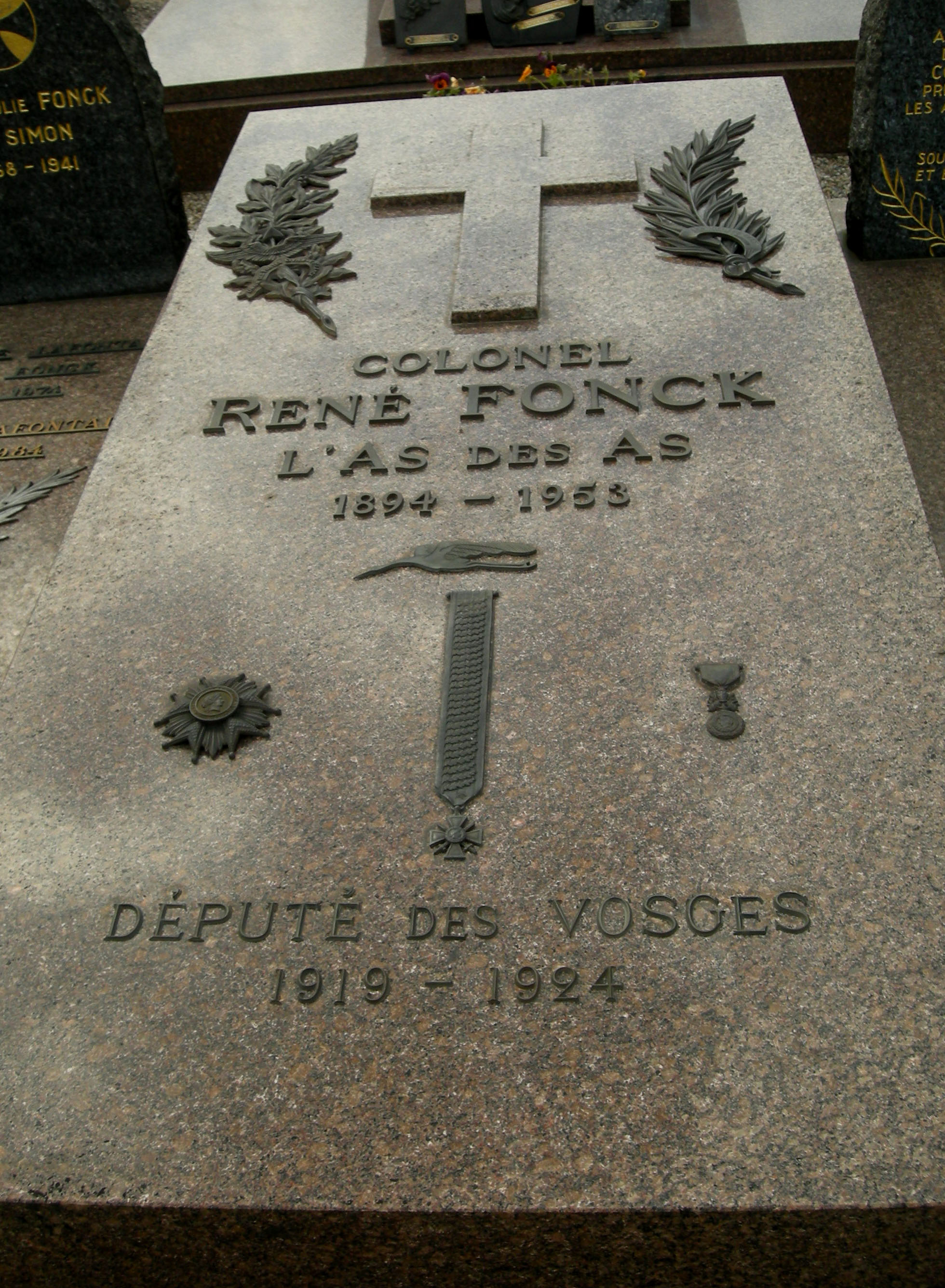
René Paul Fonck sírja.

Békeidőben általában versenyeken és több bemutatón vett részt. 1926-ban és 1927-ben pedig megkísérelte az Atlanti-óceán kelet-nyugati irányban történő átrepülését – sajnos mindkétszer sikertelenül. 1937-ben visszatért a francia légierőhöz, mint vadászrepülő főszemlélő, ám az ország német megszállása után a kollaboráns Vichy-kormányban vállalt magas tisztséget. Az újabb háború után a Vichy-kormánybeli tevékenysége beszennyezte a hírnevét. Megmagyarázhatatlan tettének a fizetsége a dicstelenség lett. 1953-ban halt meg elfeledve, magányban.